# Josef Bonnici
Josef Bonnici (* 15. April 1953 in Birżebbuġa) ist ein maltesischer Politiker der Partit Nazzjonalista (PN), der unter anderem Mitglied des Repräsentantenhauses, Wirtschaftsminister und Mitglied des Europäischen Parlaments war.

## Leben
Josef Bonnici absolvierte ein Studium der Wirtschaftswissenschaften und wurde 1980 Lektor der Deakin University in Melbourne. Nach seiner Rückkehr übernahm er 1986 eine Professur für Wirtschaftswissenschaften an der Universität Malta. Er wurde als Kandidat der Nationalistischen Partei PN (Partit Nazzjonalista) bei der Wahl am 16. März 1992 im Wahlkreis 11 erstmals zum Mitglied des Repräsentantenhauses (Kamra Tad-Deputati) gewählt. Zugleich war er zwischen dem 4. Mai 1992 und dem 26. Juni 1995 auch stellvertretendes Mitglied der Parlamentarischen Versammlung des Europarates. Am 17. April 1995 übernahm er als Nachfolger von George Bonello Dupuis im Kabinett Fenech Adami III das Amt als Minister für wirtschaftliche Dienste (Minister for Economic Services) und bekleidete dieses Amt bis zum 28. Oktober 1996. Bei der Wahl am 26. Oktober 1996 wurde er für die PN im Wahlkreis 8 erneut zum Mitglied des Repräsentantenhauses gewählt.
Bei der darauf folgenden Wahl am 5. September 1998 wurde Bonnici im Wahlkreis 8 wieder zum Mitglied des Repräsentantenhauses gewählt. Am 8. September 1998 wurde er daraufhin im Kabinett Fenech Adami IV erneut zum Minister für wirtschaftliche Dienste ernannt und hatte diesen Posten bis zum 15. April 2003 inne. Bei der Wahl am 8. Mai 2003 erfolgte seine Wiederwahl zum Mitglied des Repräsentantenhauses. Am 9. Mai 2003 wurde er zudem Beobachter zum EU-Parlament und schloss sich der Fraktion der Europäischen Volkspartei (Christdemokraten) und europäischer Demokraten an. Er war zwischen dem 15. Mai 2003 und dem 30. April 2004 zugleich Beobachter im Ausschuss für Wirtschaft und Geldangelegenheiten sowie des Ausschusses für Frauenrechte und Chancengleichheit. Nach dem EU-Beitritt Maltas am 1. Mai 2004 wurde er Mitglied des Europäischen Parlaments und gehörte diesem vom 1. bis zum 6. Mai 2004 an. Er war daraufhin Mitglied der Fraktion der Europäischen Volkspartei (Christdemokraten) und europäischer Demokraten sowie nunmehr Mitglied des Ausschusses für Wirtschaft und Geldangelegenheiten sowie des Ausschusses für Frauenrechte und Chancengleichheit. Anschließend war er von 2004 bis zu seiner Ablösung durch Louis Galea im Januar 2010 Mitglied des Europäischen Rechnungshofes.
Am 1. Juli 2011 löste er Michael C. Bonello als Gouverneur der Zentralbank (Bank Ċentrali ta’ Malta) und behielt diese Funktion bis zum 30. Juni 2016, woraufhin Mario Vella sein Nachfolger wurde.